# کیوشی کاواکوبو
کیوشی کاواکوبو (انگلیسی: Kiyoshi Kawakubo; ۱۸ نوامبر ۱۹۲۹ – ۱۶ آوریل ۲۰۱۹) بازیگر، و صداپیشه اهل ژاپن بود. وی بین سال‌های ۱۹۵۲ تا ۲۰۱۹ میلادی فعالیت می‌کرد.